# 코레히도르 전투
코레히도르 전투(영어: Battle of Corregidor)는 제2차 세계대전 중, 1942년 5월 5일부터 다음날 5월 6일까지 미국의 필리핀 연방을 정복하기 위한 일본군의 작전의 정점을 이루는 전투이다.
1942년 바탄 전투는 미국 극동 육군에 의한 일본군의 북필리핀 루손 침략에 대한 모든 조직화된 저항세력을 무력화시켰다. 마닐라만 입구를 가로지르는 요새와 함께 수로망과 막강한 방어 무기를 갖춘 코레히도르섬 요새는 일본군 제14연대 혼마 마사하루 장군에게 남은 유일한 장벽이었다. 일본군은 그 섬이 미국의 수중에 있는 한 극동의 가장 좋은 자연항인 마닐라 만을 이용할 수 없기 때문에 코레히도르섬을 반드시 점령해야만 했다. 미군은 1945년이 되어서야 이 섬을 재탈환할 수 있었다.

## 배경

### 동양의 지브롤터
코레히도르 섬의 밀스 요새는 마닐라만 입구를 기습으로부터 보호하는 4개의 가장 거대한 요새 섬이었고, 제1차 세계대전 이전에 강력한 해안포로 무장한 곳이었다. 길이는 5.6km, 남북으로 2.4km로 올챙이 모양으로 생긴 섬은 바타안섬에서 3.2km 거리에 있는 섬이다. 탑사이드로 알려져 있는 가장 넓지만, 고도가 있는 곳은 56문의 해안포의 대부분이 설치되어 있었다.

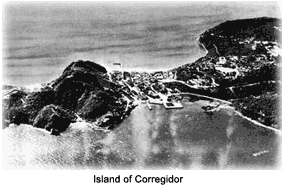
코레히도르 섬의 윤곽

미들사이드는 더 많은 포대와 막사가 위치한 작은 고원이다. 바텀사이드는 선창이 있는 저지대이며, 산 호세 타운의 민간인들이 위치한 곳이었다. 미군은 유럽과 아프리카 사이 지중해의 주요 입구를 방어라는 반도 요새에 빗대어 그곳을 ‘더 락’ 또는 ‘동양의 지브롤터’라고 불렀다.
마린타 힐 아래로 뚫은 동굴은 코레히도르 섬에서 가장 넓은 구조물이다. 이 동굴은 직경 7.3m의 동서로 뻗은 252m 길이의 주요 통로와 25개의 측면 동굴이 있으며, 각각 120m 길이로, 주요 통로의 각 방면으로부터 규칙적인 간격을 두고 뻗어 있다. 이 주요 동굴 북쪽으로 별개의 동굴에 지하 병원이 자리잡고 있다. 이 병원에는 12개의 측면 동굴과 1,000개의 침상을 놓을 수 있는 공간이 있다. 이 시설들은 주요 동굴이나 또는 마란타 힐 북쪽의 별개의 외부 입구를 통해 접근할 수 있다. 마린타 힐 남쪽 편 아래에 병원 맞은 편에 있는 해군 동굴은 본 동굴과 부분적으로만 완성된 낮은 통로를 통해 본부 측면 창고를 지나 연결되어 있다.

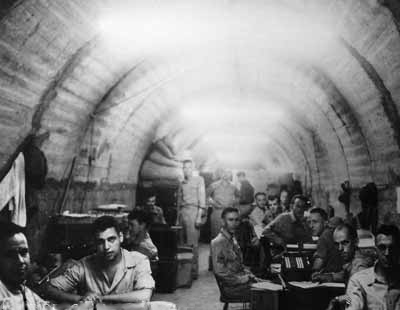
마린타 터널 내부

이것 동쪽에는 마린타 동굴이 있는데, 이곳은 더글라스 맥아더 장군이 본부로 사용하던 곳이었다. 콘크리트벽과 마루 그리고 상단 아치로 보강되어 있고, 공기를 제공하는 환풍구와 이차선 전철 선로가 동서 통로를 따라서 갖추어져 있다. 마린타 동굴은 병원, 본부, 가게나 미로 같은 지하 저장고 시설을 위해 폭격을 막아낼 수 있는 방호를 갖추었다.

### 방어
코레히도르 섬의 방어 병기는 45개의 해안포와 23개의 12 인치 해안방어구포, 13개의 포가 할당된 72개의 대공 무기 그리고 35 묶음의 통제된 지뢰가 매설된 지뢰밭으로 구성된 위력적인 것이다.
 27,000m 사거리에 이르는 2개의 12인치(300mm) 전방위 회전포(스미스와 허언)은 섬의 대포들 중에 가장 장거리포였다.
코레히도르 섬 정남쪽의 휴즈 요새가 있는 카바요 섬은 두번 째로 규모가 큰 섬이었다. 약 65 헥타아르의 면적에, 그 섬은 마닐라 만에서 갑자기 120m 높이로 서쪽으로 솟아올라 있다. 사령관 프랜시스 J. 브리짓은 1942년 4월말, 93명의 해병대, 443명의 해군 등 전체 800명의 사병으로 해안 방어를 책임지고 있었다.
해안포는 방공포까지 갖춘 잡다한 13문이었다.
휴즈 요새에서 6.4km 남쪽에 위치한 다룸 요새는 항구 방어를 하는 가장 특이한 요새였다. 군 엔지니어들이 엘 프레일 섬의 꼭대기를 완전히 수로로 깍아 내어 110m 길이와 44m 너비의 강화된 콘크리트 전함을 만드는 토대로 그 섬을 이용했다. 외벽은 7.6 ~ 11m 두께로 콘크리트와 강철로 만들었다. 이 콘크리트 전함의 꼭대기 갑판은 저지대 물에서 12m 위에 있었고, 6.1m 두께의 벽을 가지고 있었고, 바다 쪽으로 향한 무장된 포탑에 360mm 네문의 포, 4개의 포탑에 150mm 포, 방공포가 장착되어 있었고, 200명이 주둔할 수 있는 요새로 습격에서 난공불락으로 여겨졌다.

## 같이 보기
- 바탄 전투
- 필리핀 전역